# Misaele Draunibaka
Misaele Draunibaka (6 de abril de 1992) es un futbolista fiyiano que juega como mediocampista o delantero en el Rewa FC.

## Carrera
Debutó en el Labasa FC en 2011. Solo jugó seis meses en dicho club, ya que en julio fichó con el Rewa FC, donde juega actualmente.

### Clubes
| Club      | País | Año               |
| --------- | ---- | ----------------- |
| Labasa FC | Fiyi | 2011              |
| Rewa FC   | Fiyi | 2011 - actualidad |

### Selección nacional
Jugó 3 partidos con la selección Sub-20 de Fiyi y 5 (marcando dos goles) con la Sub-23. Fue convocado a la Copa de las Naciones de la OFC 2012.